# Таклобан

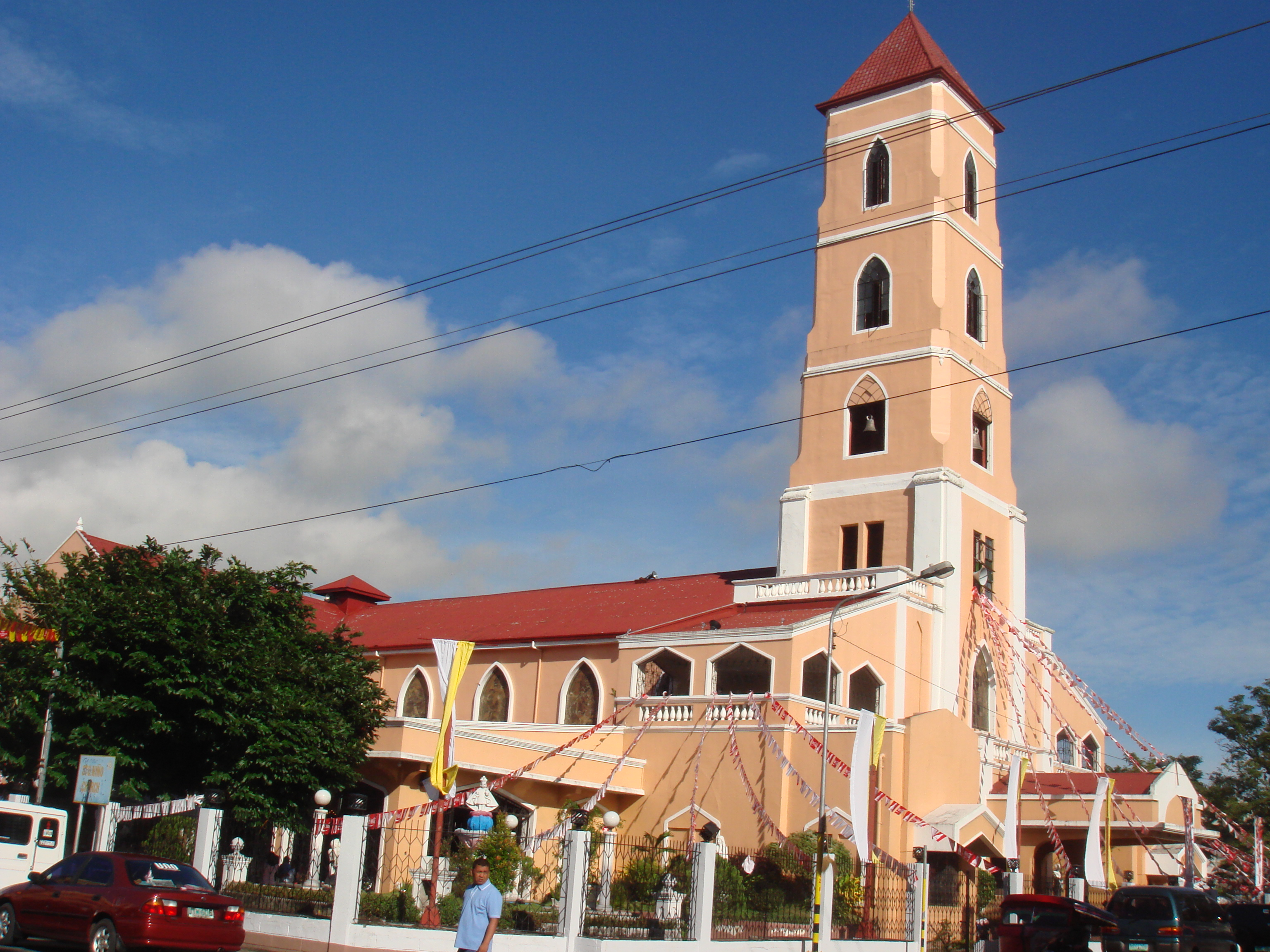
Церковь Святого Младенца в Таклобане

Такло́бан (англ. City of Tacloban, вар. Siyudad han Tacloban, таг. Lungsod ng Tacloban, себ. Dakbayan sa Tacloban) — портовый город на острове Лейте на берегу залива Лейте (Филиппины), расположенный примерно в 360 км к юго-востоку от Манилы. В регионе Восточные Висайи он считается первым из высоко-урбанизированных городов. Таклобан является центром провинции Лейте. Он расположен в бухте Канкабато, на берегах пролива Сан-Хуанико.
Многие строения, особенно в прибрежной зоне, где в основном живут бедные, а также район аэропорта, подверглись значительным разрушениям в результате супер-тайфуна «Хайян» в ноябре 2013 года. Город был также подтоплен высокой приливной волной, вызванной тем фактом, что город находится у залива, что привело к большому числу жертв. Крыши почти всех домов были повреждены или снесены. О полном разрушении говорить не приходится, так как большинство построек из бетона, и как всё было до тайфуна, так оно и стоит на сегодняшний день, в частности центр города без изменений. 

## История
Прежде город был известен под названием Канкабаток, производимого от этнонима кабаток, древних жителей данной местности. В переводе это название означает «владение племени кабаток». Позже сюда начали прибывать и другие этнические группы.
Поселение в этой местности было уже в XVI веке, в 1770 году сюда прибыли миссионеры, монахи ордена августинцев, позже, в 1813 году, — францисканцев. Тогда город и был переименован в Таклобан. Город был тогда населен в основном рыбаками, которые ловили крабов и рыбу при помощи хитроумных устройств, называемых таклубами. По этому термину и назван был город.
В 1770 году Таклобан был провозглашен центром провинции Лейте. До этого, в 1768, Лейте и Самар, составлявшие одну провинцию, были разделены. Он был выгодно расположен географически, играл роль морского порта и удобного пункта для торговли между обеими провинциями.
В 1901 году, когда к власти пришел полковник Мюррей, на острове было установлено военное правление, город был открыт для международной торговли. В период Второй мировой войны он стал довольно крупным центром культуры, образования и торговли на Филиппинах. Здесь в больших количествах производились копра и абака.
Ведущими учебными заведениями были: Младшая Школа, Старшая Школа, Торговая школа, Священная Академия и Таклобанский католический институт.
В мае 1942 года началась оккупация острова Лейте японскими войсками. Японцы укрепили город, сделав из него свой порт, и разместили здесь аэродром. Это — наиболее тёмная страница истории Таклобана. На острове начала действовать партизанская группа, возглавленная полковником Руперто Канглеоном. Из территорий, захваченных японцами, остров Лейте был освобожден первым. Соединенными американо-филиппинскими войсками командовал генерал Дуглас Макартур. Высадившись первоначально в районе городов Таклобан, Пало и Дулаг на побережье (иначе — на Белом, Красном и Синем побережье), войска Филиппин и США вытеснили японцев к октябрю 1944 года. После этого в здании Таклобанского Капитолия на встрече генерала Макартура и президента Серхио Осмена, город был объявлен резиденцией Правительства Содружества, а также выполнял функции столицы до полного освобождения страны от японских оккупантов.
В октябре 2008 года Таклобан был объявлен высоко урбанизированным городом.

## Современная обстановка
Местное правительство носит название Капитолия, или иначе его называют Канхурау, по названию холма, на котором расположено здание управления провинции. Главой правительства является мэр, обладающий исполнительной властью. Законодательная власть принадлежит городскому совету (Санггунианг Панглусод).
Большая часть населения говорит на языке варай-варай (австронезийские языки). По составу население смешанное. Кроме коренных филиппинцев довольно крупной группой являются испано-филиппинские и испано-китайские метисы. Численность населения в 2000 году составляла 178 639 чел., в 2007 достигла 217 119 чел.

## Тайфун «Хайян»
9 ноября 2013 года город подвергся разрушению в результате мощнейшего супер-тайфуна «Хайян» (филиппинское название — «Йоланда»). Большинство зданий в городе, особенно в низинной западной части и вблизи побережья были сильно повреждены или полностью разрушены. Нарушено транспортное сообщение, город практически изолирован от соседних регионов. Полностью разрушен терминал городского аэропорта, сохранилась лишь ВПП.